# Alogenuri acilici

Gli alogenuri acilici o alogenuri di alcanoile sono dei composti organici derivati dagli acidi carbossilici per sostituzione dell'ossidrile con un atomo di alogeno aventi pertanto formula bruta R-COX, dove X rappresenta convenzionalmente un qualsiasi alogeno e CO è il gruppo carbonilico.
Per la preparazione si tende a ricorrere a reazioni tra un acido carbossilico e cloruro di tionile (SOCl2), reazione che dà come sottoprodotti anidride solforosa (SO2) e acido cloridrico (HCl), che, essendo volatili, sono facilmente eliminabili.
Altri reattivi utilizzati per la preparazione di alogenuri acilici sono il tricloruro di fosforo (PCl3) e il pentacloruro di fosforo (PCl5). 
Attraverso analoghi alogenuri è possibile ottenere anche i bromuri e ioduri di acile.
Reazione dell'acido acetico col cloruro di tionile (solvente CHCl3):
{\displaystyle {\ce {CH3COOH + SOCl2 -> CH3COCl + SO2 + HCl}}}
Reazione dell'acido acetico col tricloruro di fosforo (PCl3):
{\displaystyle {\ce {3CH3COOH + PCl3 -> 3CH3COCl + H3PO3}}}
Gli alogenuri acilici costituiscono ottimi intermedi di reazione per la preparazione di ulteriori derivati degli acidi carbossilici.